# Vis de ianuarie
Vis de ianuarie este un film românesc din 1979 regizat de Nicolae Oprițescu. Rolurile principale au fost interpretate de actorii Gabriela Cuc, Marcel Iureș și Gelu Nițu.

## Distribuție
Distribuția filmului este alcătuită din:
- Gabriela Cuc — Dafina Vultur, fiica clucerului Iordache
- Marcel Iureș — Franz Liszt, compozitor și pianist maghiar aflat în turneu prin Europa de Est
- Gelu Nițu — Nicu Vernescu, un student moldovean întors de la Paris sub influența ideilor revoluționare ale lui Nicolae Bălcescu
- Gelu Colceag — Iordăchiță Vultur, fiul clucerului, prietenul lui Nicu Vernescu
- Rodica Tapalagă — Anuța Balș, soția marelui vistiernic Balș
- Dumitru Onofrei — Iordache Vultur, clucer, tatăl Dafinei, pedepsit cu surghiunul la moșia sa din Vulturești
- Teofil Vîlcu — Alecu Balș, mare vistiernic, sfetnicul apropiat al lui Vodă Sturdza
- Tamara Crețulescu — Hermiona Asachi, fiica lui Gheorghe Asachi, colaboratoare cu tatăl ei la redactarea ziarului Albina Românească
- Ion Vîlcu — Mihail Sturdza („Vodă Lăudescu”), prințul domnitor al Moldovei (1834–1849)
- Dionisie Vitcu — Toader, învățătorul de la Vulturești
- Andrei Finți — Odobescu, tânăr ofițer de grăniceri care se alătură forțelor revoluționare
- Tudor Gheorghe — Barbu Lăutaru, cobzar moldovean, starostele unui taraf de lăutari țigani
- Ovidiu Schumacher — Alecu Russo, poet și revoluționar moldovean
- Gheorghe Nuțescu — căpitanul polcului de grăniceri
- Nicolae Luchian Botez — Gheorghe Asachi, poet, fondatorul ziarului Albina Românească
- Tamara Buciuceanu — Tinca, slujnica de la conacul din Vulturești
- Mihai Mereuță — moș Ion Roată, țăran moldovean
- Petre Lupu — Belloni, secretarul și prietenul italian al lui Franz Liszt
- Mihai Măniuțiu (menționat Mihai Mănuțiu)
- Melania Ursu — Smaranda Sturdza, soția prințului domnitor
- Gheorghe Metzenrath — ucenicul tipograf Mitruț
- Ștefan Pisoschi — Costache Negri, scriitor și om politic moldovean
- Jorj Voicu — curierul domnesc
- Cornel Nicoară — slujbașul domnesc venit să adune birul
- Radu Gheorghe Zaharia
- Adrian Drăgușin — căuzaș
- Gheorghe Buliga
- Alexandru Vasiliu
- Ion Cocieru
- Traian Zecheru
- Cătălin Popa
- Adrian Vișan
- Raluca Zamfirescu — țărancă
- András Török⁠(hu)[traduceți] (menționat Andras Török)
- Eugen Racoți
- Simion Hetea
- Viorel Baltag
- Iulian Voicu
- Vasile Solomon
- Ion Flechtenmacher
- Dana Beleuță
- Gheorghe Oprina — hangiul
- Natașa Raab — Ana, dansatoarea de la bâlci (menționată Marcela Raab Natașa)
- Carmen Roxin — iubita lui Nicolae Bălcescu
- Mihai Adrian
- Raul Barbu
- Ion Pall
- Mihai Ioniță
- Dumitru Ghiuzelea
- Vasile Corduneanu
- Viorel Molfetea
- Vasile Popa
- Dumitru Crăciun
- Victor Vlase
- Costel Moisa
- Maria Cibu
- Marin Ulei
- Rodica Rebengiuc
- Adrian Ștefănescu — ofițerul care-l escortează pe Bălcescu în surghiun / țiganul care-l trece râul pe Franz Liszt
- Nicolae Bogdan
- Eugenia Ganea
- Eugen Raportoru
- Liliana Tudor
- Marius Bodochi — aghiotant
- Sebastian Posteuca
- Marilena Voroneanu
- Dinu Apetrei
- Oleg Danovschi
- Elena Stoica
- Tudor Cotoaiba
- Eva Molnar
- Ilie Filip

## Primire
Filmul a fost vizionat de 1.480.658 de spectatori în cinematografele din România, după cum atestă o situație a numărului de spectatori înregistrat de filmele românești de la data premierei și până la data de 31 decembrie 2014 alcătuită de Centrul Național al Cinematografiei.